# Nowy Odrowążek
Nowy Odrowążek – wieś w Polsce, położona w województwie świętokrzyskim, w powiecie skarżyskim, w gminie Bliżyn. 
| SIMC    | Nazwa    | Rodzaj    |
| ------- | -------- | --------- |
| 0228750 | Grabek   | część wsi |
| 0228766 | Węgliska | część wsi |

W latach 1975–1998 wieś administracyjnie należała do województwa kieleckiego.
Dawniej wieś nazywała się Projęcin.
Przez wieś przechodzi  czerwony szlak turystyczny z rezerwatu przyrody Diabla Góra do Łącznej.
Wierni kościoła rzymskokatolickiego należą do parafii Przemienienia Pańskiego w Odrowążku.